# Boeing EA-18G Growler
El Boeing EA-18G Growler (en español, gruñón) es una versión adaptada a la guerra electrónica del cazabombardero embarcado F/A-18F Super Hornet, fabricada por la compañía estadounidense Boeing Integrated Defense Systems. Entró en producción en 2007 y empezó su servicio activo en la flota de la Armada de los Estados Unidos en septiembre de 2009, reemplazando al EA-6B Prowler como avión de guerra electrónica en la misma. 

## Diseño

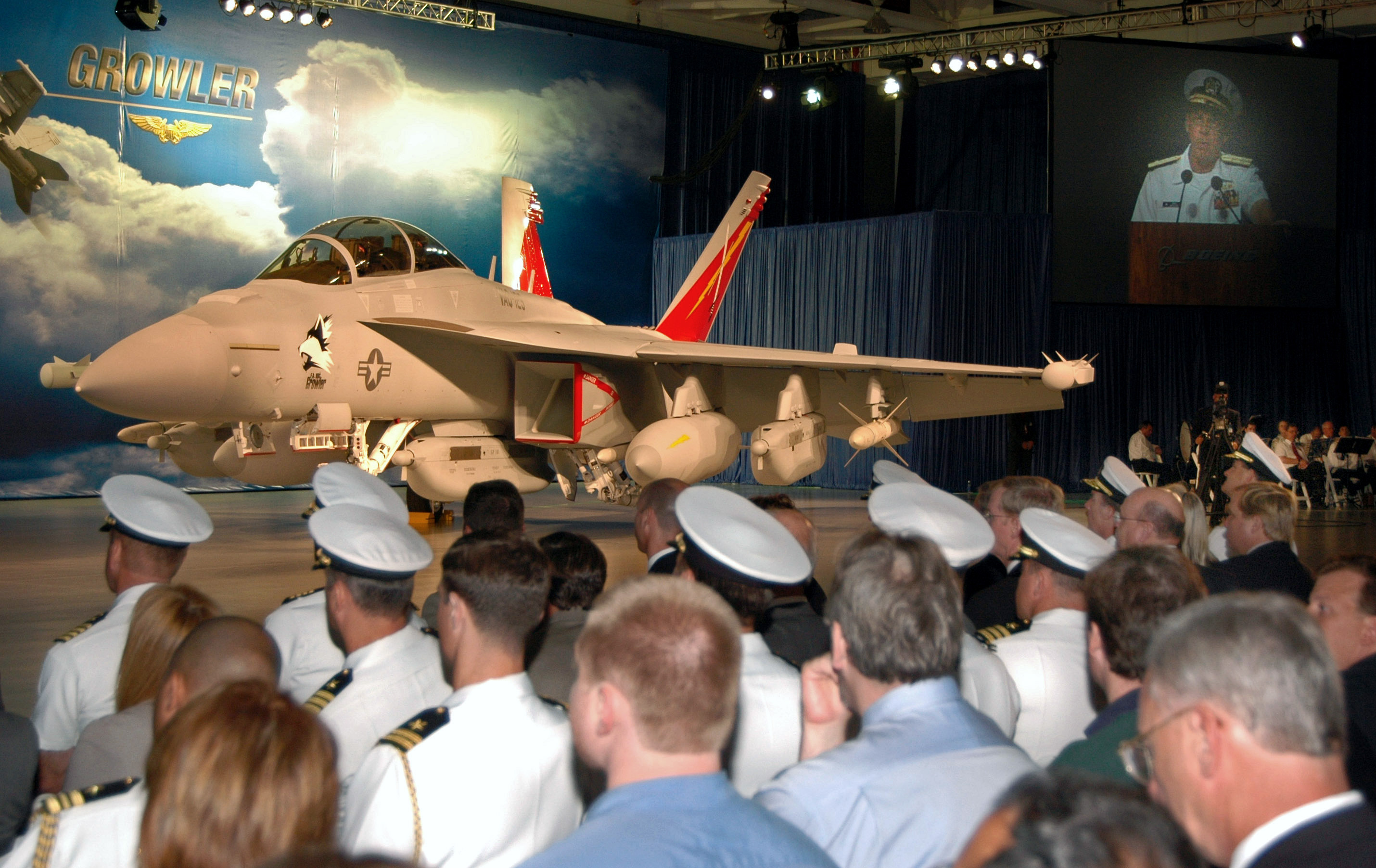
Ceremonia de presentación del EA-18G Growler el 3 de agosto de 2006.

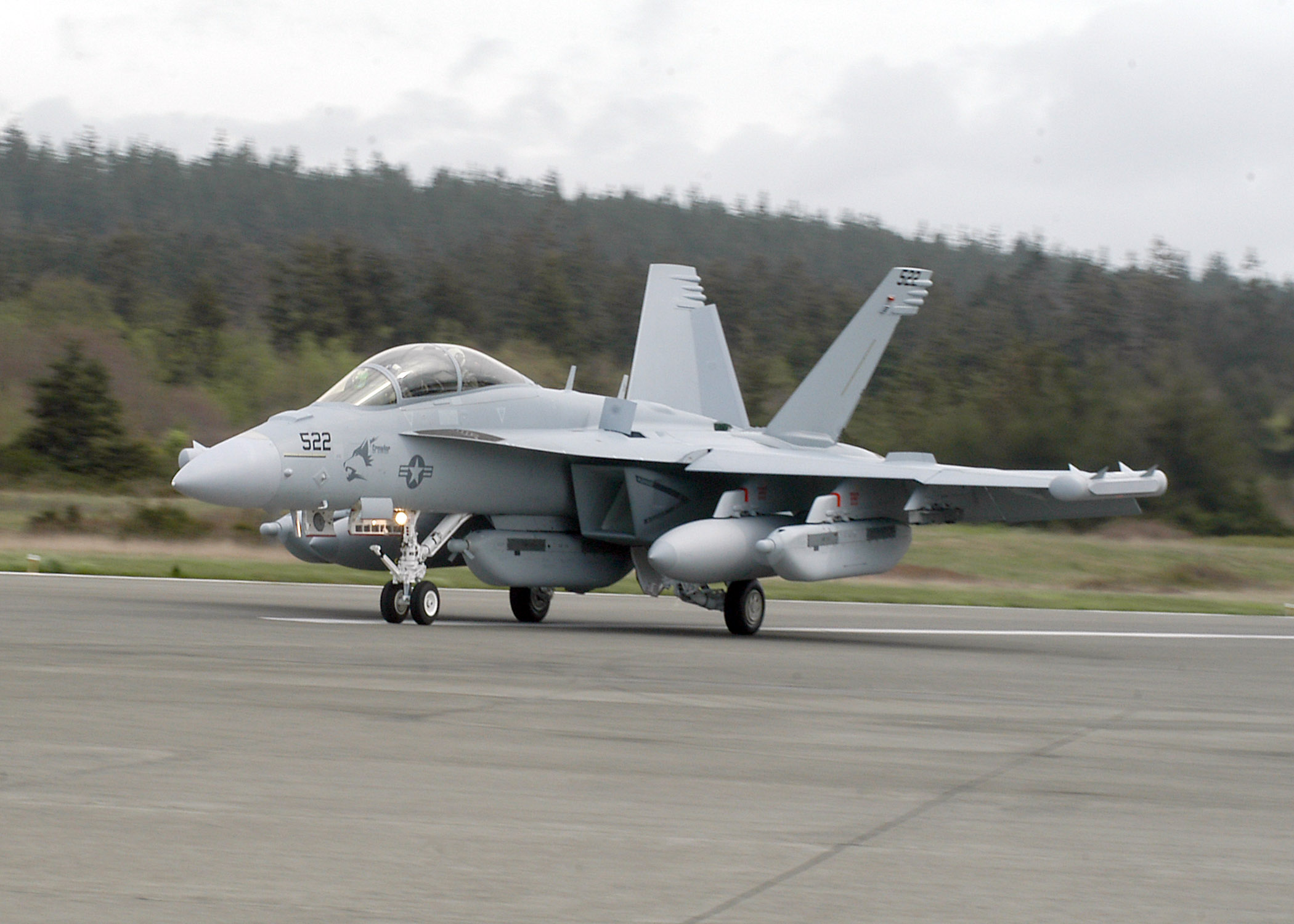
Un EA-18 Growler con 2 pods AN/ALQ-218 en los extremos de las alas, más 3 pods AN/ALQ-99 y 2 depósitos externos en sus respectivos pilones.

El Growler se desarrolló utilizando la misma célula de construcción y plataforma de vuelo del F/A-18F, con la intención de reemplazar a los EA-6B Prowler tras casi 30 años de servicio activo en todos los portaaviones de la Armada de los Estados Unidos.
Se trata de un avión biplaza, con el piloto sentado delante y el navegante detrás. Está equipado con dos contenedores AN/ALQ-99 de guerra electrónica, colgados bajo los pilones de carga de las alas; bajo el fuselaje central puede llevar un contenedor con equipo ALQ-99 Low-Band, un tanque de combustible externo o un contenedor especial de recarga de combustible "Aerial Refueling Store", con la manguera flexible y canasta, para reabastecer de combustible a otros aviones de combate. También puede ser equipado con dos depósitos de combustible externos suplementarios bajo las alas, para reabastecer en vuelo a otros aviones, para poder permanecer más tiempo sobre el área de combate y aumentar su alcance máximo, además de poder entrar en combate si la situación así lo requiere, como un avión de caza convencional, para dar apoyo al ala de combate.
El EA-18G conserva las mismas características, velocidad, alcance y rendimiento de vuelo a baja altitud que el F/A-18F Super Hornet, aunque con dos diferencias principales: cuenta con unas nuevas antenas aerodinámicas fijas AN/ALQ-218 montadas en las puntas de las alas, en lugar de misiles "aire-aire" AIM-9 Sidewinder, y en el cono delantero, el espacio que ocupa el cañón se ha sustituido por un receptor LR-700 que se comunica con los dos contenedores ALQ-99 montados en las alas. 
El mayor espacio para los nuevos equipos electrónicos de ataque está disponible en el lugar en donde estaba el cañón automático y en las puntas de las alas. El Growler puede llevar, además de los dos contenedores AN/ALQ-99, dos misiles AIM-120 AMRAAM, dos misiles antirradar AGM-88 HARM, bombas convencionales, bombas guiadas por láser y por satélite.
Tiene antenas integradas en el fuselaje del avión y en la punta de las alas; en los pilones de carga bajo las alas se montan diversos tipos de contenedores aerodinámicos con equipo electrónico de interferencia de radar, para operar con la función de guía de ataque y avión radar tipo "Hawkeye", para comandar misiones de ataque profundo, escudo electrónico, plataforma de mando y control de misión.

### Cabina

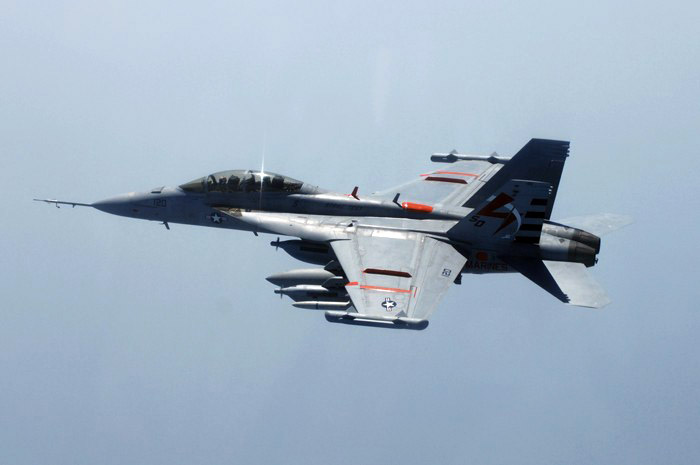
El primer EA-18G Growler en 2006, durante las pruebas en vuelo.

El Growler posee la cabina con la electrónica más moderna de todos los aviones equipados en los portaaviones de la Armada de los Estados Unidos (exceptuando al reciente Lockheed Martin F-35C), contando la del piloto con cuatro nuevas pantallas planas que le proporcionan información completa de la situación de vuelo y el nuevo casco de información visual de batalla con la ubicación exacta del enemigo, que la proyecta directamente a los ojos del piloto. El navegante también tiene a su disposición tres pantallas planas en color, con información completa sobre la situación de batalla y la posición del enemigo, y puede comunicarse con otros aviones, así como comandar un ataque de penetración profunda en las defensas del enemigo.
La cabina tiene una cubierta de malla metálica dorada, para proteger a los tripulantes de las radiaciones electromagnéticas que emiten las antenas de radar, permitiéndole cumplir con misiones de saturación de las defensas de radares enemigos, ataque, combate aire-aire y apoyo aéreo estrecho a otros aviones F/A-18F; supresión de defensas enemigas; interceptación; escolta; misiones de bombardeo; reconocimiento aéreo; fotografía y ataque a navíos con misiles de crucero.
Cuenta con abundante equipo electrónico de ataque en la cabina, nuevas computadoras de batalla, equipo para navegación por satélite, nuevo paquete de aviónica (Data-link), sistema de vuelo HOTAS, nuevo software para vuelo por cable Fly-by-wire que lo hace más fácil de volar, nueva pantalla de radar en color con mando de toque "Touch-screen" en la pantalla única en su tipo, nuevo sistema de aviónica DIANE (equipo digital integrado de ataque y navegación); radar AN//APG-73 con modo de apertura sintética; sistema electrónico activo AESA, radar trazador APQ-88, radar de exploración Norden APQ-92, una plataforma inercial Litton ASN-31, un equipo de navegación Doppler APN-153, radar multimodo Norden APQ-156 y radar de mapa de barrido del terreno para volar entre las montañas en forma automática, en todo tipo de clima y en misiones de vuelo nocturno, y poder atacar por sorpresa al enemigo.

### Misión

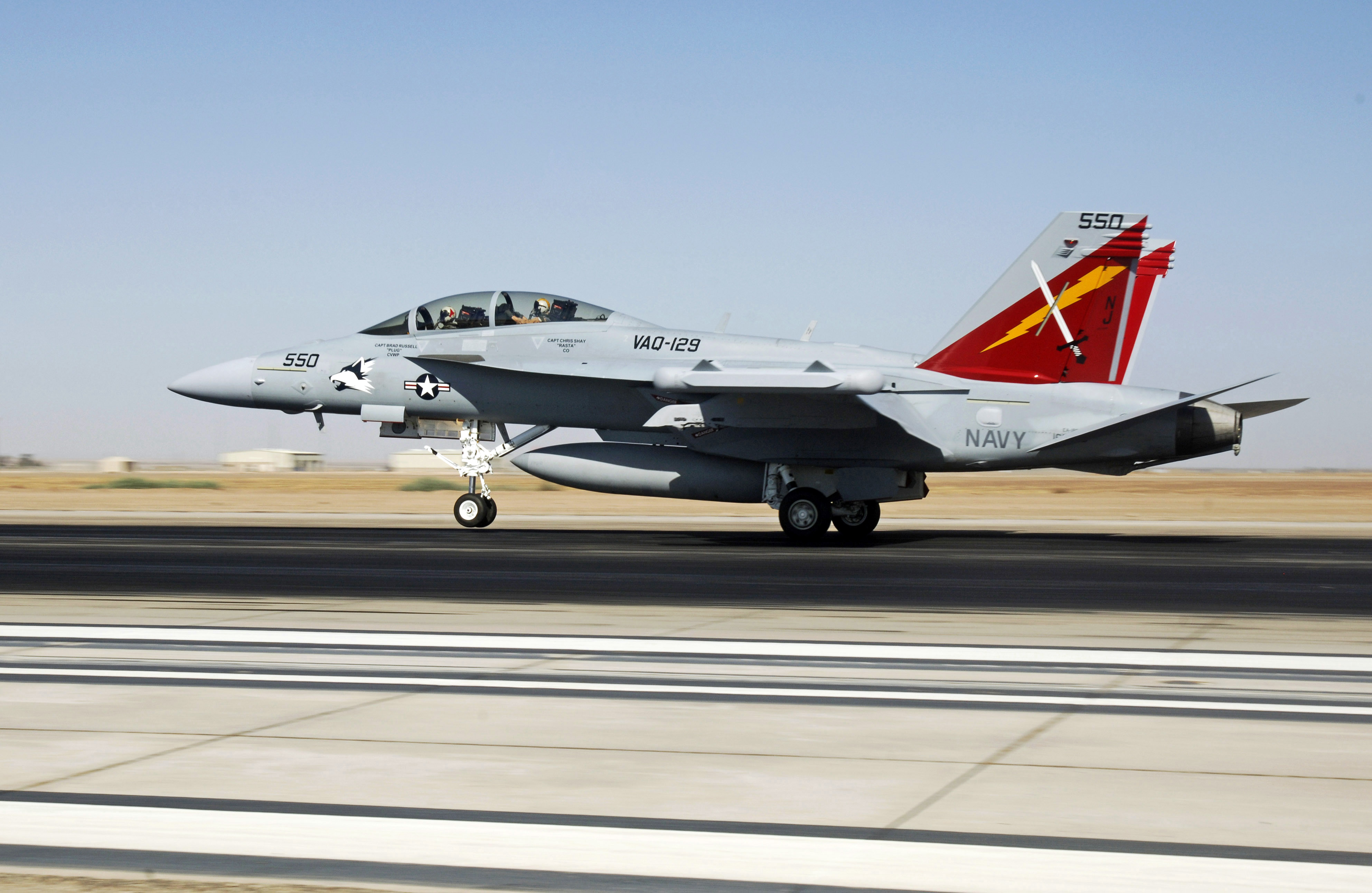
Un EA-18 Growler asignado al Escuadrón de ataque electrónico (VAQ) 129 "Vikings" despegando de las Instalaciones Aeronavales "El Centro" en octubre de 2008.

Las misiones de esta aeronave son similares a las del antiguo EA-6B, la guerra electrónica en el campo de batalla, pero al estar basado en el caza F/A-18, se beneficiaría de las altas prestaciones del mismo y permitiría homogeneizar la flota. En general, sus misiones son:
- Interferir las comunicaciones del enemigo, evitando de esta forma la coordinación eficiente de sus ataques.
- Generar interferencia activa y pasiva para confundir los radares aéreos y terrestres del enemigo, con el objetivo de proteger y encubrir los grupos de ataque propios.
- Romper (mediante la interferencia) el datalink AWACS-Interceptores del enemigo.
- Evitar o disminuir la posibilidad de que la defensa antiaérea enemiga obtenga las condiciones óptimas para disparar.
- Posibilidad de destruir los radares enemigos mediante el uso de armas antirradiación.

### Armamento
| Arma/Punto de anclaje                                           | 1                                                 | 2                                                 | 3                                                 | 4                                                 | 5                                                 | 6                                                 | 7                                                 | 8                                                 | 9                                                 | Notas                                             |                                                   |                                                   |
| Misiles aire-aire (Cantidad por punto de anclaje)               | Misiles aire-aire (Cantidad por punto de anclaje) | Misiles aire-aire (Cantidad por punto de anclaje) | Misiles aire-aire (Cantidad por punto de anclaje) | Misiles aire-aire (Cantidad por punto de anclaje) | Misiles aire-aire (Cantidad por punto de anclaje) | Misiles aire-aire (Cantidad por punto de anclaje) | Misiles aire-aire (Cantidad por punto de anclaje) | Misiles aire-aire (Cantidad por punto de anclaje) | Misiles aire-aire (Cantidad por punto de anclaje) | Misiles aire-aire (Cantidad por punto de anclaje) | Misiles aire-aire (Cantidad por punto de anclaje) | Misiles aire-aire (Cantidad por punto de anclaje) |
| --------------------------------------------------------------- | ------------------------------------------------- | ------------------------------------------------- | ------------------------------------------------- | ------------------------------------------------- | ------------------------------------------------- | ------------------------------------------------- | ------------------------------------------------- | ------------------------------------------------- | ------------------------------------------------- | ------------------------------------------------- | ------------------------------------------------- | ------------------------------------------------- |
| AIM-120 AMRAAM                                                  | -                                                 | -                                                 | -                                                 | 1                                                 | -                                                 | 1                                                 | -                                                 | -                                                 | -                                                 |                                                   |                                                   |                                                   |
| Misiles aire-superficie (Cantidad por punto de anclaje)         |                                                   |                                                   |                                                   |                                                   |                                                   |                                                   |                                                   |                                                   |                                                   |                                                   |                                                   |                                                   |
| AGM-88 HARM                                                     | 1                                                 | -                                                 | -                                                 | -                                                 | -                                                 | -                                                 | -                                                 | -                                                 | 1                                                 |                                                   |                                                   |                                                   |
| Pods de guerra electrónica (Cantidad por punto de anclaje)      |                                                   |                                                   |                                                   |                                                   |                                                   |                                                   |                                                   |                                                   |                                                   |                                                   |                                                   |                                                   |
| AN/ALQ-99                                                       | -                                                 | 1                                                 | -                                                 | -                                                 | 1                                                 | -                                                 | -                                                 | 1                                                 | -                                                 |                                                   |                                                   |                                                   |
| Tanques de combustible externos (Cantidad por punto de anclaje) |                                                   |                                                   |                                                   |                                                   |                                                   |                                                   |                                                   |                                                   |                                                   |                                                   |                                                   |                                                   |
| FPU-11/A                                                        | -                                                 | -                                                 | 1                                                 | -                                                 | -                                                 | -                                                 | 1                                                 | -                                                 | -                                                 |                                                   |                                                   |                                                   |

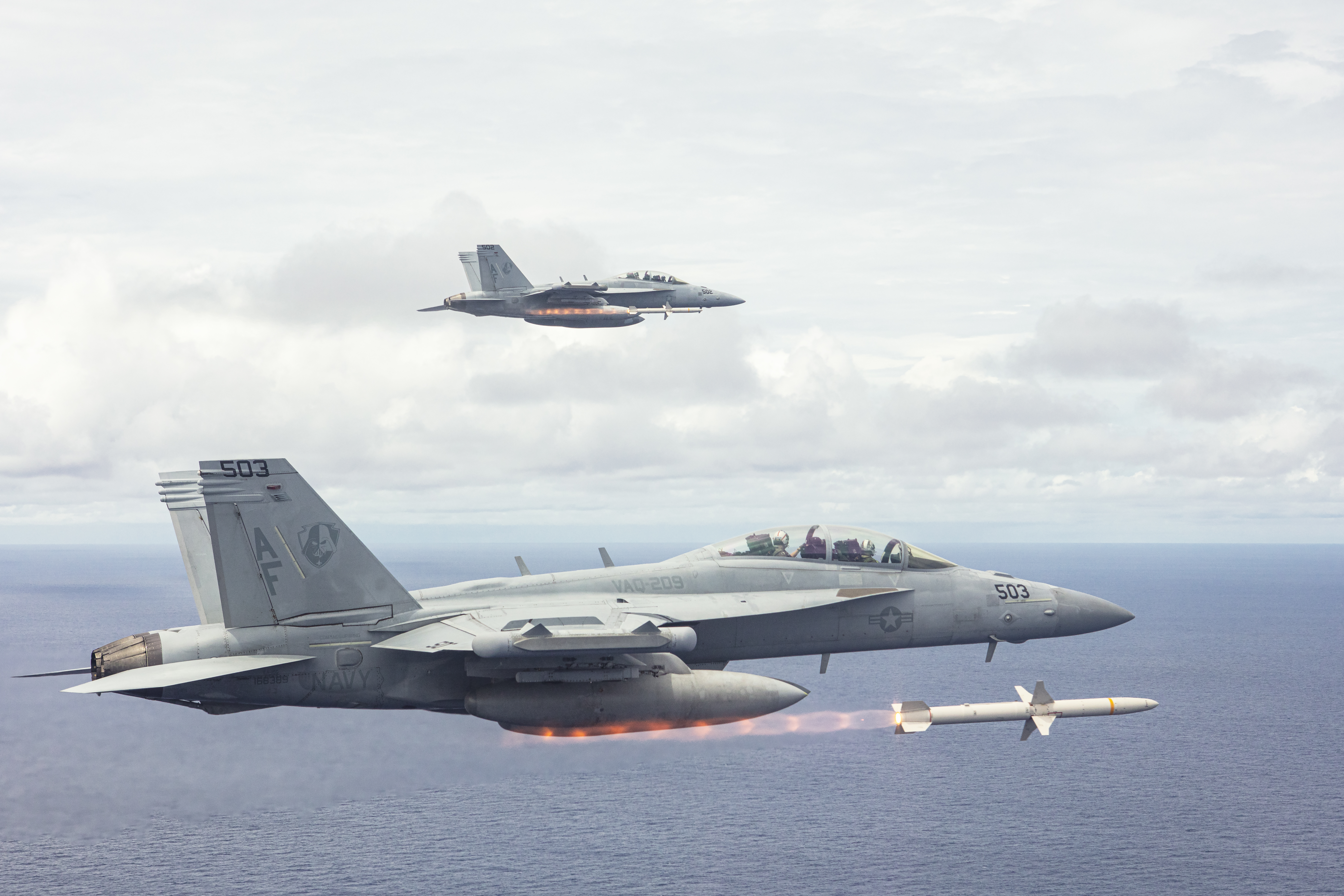
Dos EA-18G Growler disparando un misil AGM-88 cada uno durante unas maniobras militares en el año 2022.

Más 2 contenedores de detección AN/ALQ-218 montados de forma fija en los extremos de las alas (reemplazando los lanzadores de misiles AIM-9 del F/A-18E/F).

### Componentes
Leyenda:  Estados Unidos -  Finlandia -  Noruega -  Reino Unido

#### Electrónica
| Sistema                                             | País                      | Fabricante       | Notas                            |
| --------------------------------------------------- | ------------------------- | ---------------- | -------------------------------- |
| Lenguaje de programación del OFP                    |                           |                  | C++                              |
| Sistema de control de vuelo                         |                           |                  | Bucle completamente cerrado.     |
| Auto-GCAS                                           | Bandera de Estados Unidos |                  | No (planificado)                 |
| ACAS                                                |                           |                  | No                               |
| Computadora de misión                               | Bandera de Estados Unidos | General Dynamics | Modelo Type 4 AMC (2014, actual) |
| Lenguaje de programación de la Type 4 AMC           |                           |                  | C++                              |
| Radar AESA                                          | Bandera de Estados Unidos | Raytheon         | Modelo AN/APG-79 (GaAs)          |
| Sistema de escape                                   | Bandera del Reino Unido   | Martin-Baker     | Asiento eyectable modelo Mk.14   |
| Contenedor fijo de detección AN/ALQ-218             | Bandera de Estados Unidos | Northrop Grumman | 2                                |
| Contenedor de guerra electrónica AN/ALQ-99 (opción) | Bandera de Estados Unidos | EDO Corporation  | 1 a 3                            |

#### Armamento
| Sistema                            | País                                                                  | Fabricante     | Notas |
| ---------------------------------- | --------------------------------------------------------------------- | -------------- | ----- |
| Misil aire-aire BVR AIM-120 AMRAAM | Bandera de Estados Unidos · Bandera de Finlandia · Bandera de Noruega | Raytheon NAMMO |       |
| Misil antirradiación AGM-88 HARM   | Bandera de Estados Unidos                                             | Raytheon       |       |

#### Propulsión
| Sistema                            | País                      | Fabricante       | Notas                   |
| ---------------------------------- | ------------------------- | ---------------- | ----------------------- |
| Motor                              | Bandera de Estados Unidos | General Electric | 2× F414-GE-400          |
| Depósito externo FPU-11/A (opción) | Bandera de Estados Unidos | AeroBase Group   | 2, 1800 litros cada uno |

## Operadores
Australia
- Real Fuerza Aérea Australiana

 Estados Unidos
- Armada de los Estados Unidos

## Especificaciones
Referencia datos: Página oficial de Boeing, Datos del F/A-18E/F de la Armada estadounidense

### Características generales
- Tripulación: Dos (piloto y Oficial de Sistemas de Armas)
- Longitud: 18,3 m (60,1 ft)
- Envergadura: 13,6 m (44,7 ft) (incluyendo los contenedores de los externos alares)
- Altura: 4,9 m (16 ft)
- Superficie alar: 46,5 m² (500,5 ft²)
- Peso vacío: 15 011 kg (33 084,2 lb)
- Peso cargado: 21 772 kg (47 985,5 lb)
- Peso máximo al despegue: 29 945,6 kg (66 000 lb)
- Planta motriz: 2× turborreactor General Electric F414-GE-400.
  - Empuje normal: 62,3 kN (6353 kgf; 14 006 lbf) de empuje cada uno.
  - Empuje con postquemador: 97,9 kN (9983 kgf; 22 009 lbf) de empuje cada uno.

### Rendimiento
- Velocidad máxima operativa (Vno): 1915 km/h (1190 MPH; 1034 kt) (Mach 1,8 a 12 190 m)
- Alcance: 2361 km (1275 nmi; 1467 mi) (portando dos AIM-9)
- Radio de acción: 722 m (2369 ft) (para misiones de interdicción)
- Alcance en ferry: 3333,6 km
- Techo de vuelo: 15 240 m (50 000 ft)
- Carga alar: 453 kg/m² (92,8 lb/ft²)Vista inferior de un EA-18G Growler, portando todo el armamento del que dispone en la actualidad.

### Armamento
- Puntos de anclaje: 9 en total; 6 pilones subalares (números 1, 2, 3 y 7, 8, 9), 1 pilón central (número 5) y 2 soportes conformables en el fuselaje (números 4 y 6) con una capacidad de 8050 kg, para cargar una combinación de:    
  - Misiles: 

    - 2× AGM-88 HARM, misiles antirradiación guiados por radar pasivo y activo, en los soportes subalares 1 y 9
    - 2× AIM-120 AMRAAM, misiles aire-aire BVR guiados por radar activo, en los soportes 4 y 6 semiempotrados en el fuselaje

  - Otros: 

    - Contenedores de contramedidas electrónicas:
      - 2× contenedores de detección AN/ALQ-218 montados de forma fija en los extremos de las alas (reemplazando los lanzadores de misiles AIM-9 del F/A-18F)
      - 2× contenedores interferidores de radar de banda alta AN/ALQ-99 en los soportes subalares 2 y 8
      - 1× contenedor interferidor de radar banda baja AN/ALQ-99 en el soporte central o número 5

    - Depósitos de combustible externos:
      - 2× depósitos de 480 galones (1817 litros) en los soportes subalares 3 y 7

### Aviónica
- Radar AESA Raytheon AN/APG-79

## Aeronaves relacionadas

### Desarrollos relacionados
- F/A-18 Hornet
- F/A-18E/F Super Hornet

### Aeronaves similares
- Shenyang J-16
- EA-6B Prowler
- EF-111A Raven
- Sukhoi Su-33

### Secuencias de designación
- Secuencia F-_ (Cazas estadounidenses, 1962-presente): ← F-15/E/J/STOL/MTD - F-16/XL/VISTA - F-17 - F-18/E/F/G - F-20 - F-21 - F-22/YF-22/FB-22 →
- Secuencia A-_ (Aviones de Ataque estadounidenses, serie no secuencial, 1962-presente): A-16 - F/A-16 - F/A-18/E/F/G - F/A-22 - A-26 - A-29 →
- Secuencia A_ (Aeronaves de la RAAF (Serie Tres, Serie Conjunta, 1964-presente)): ← A43 RQ-7B Shadow - A44 F/A-18F Super Hornet - A45 Heron - A46 EA-18G Growler - A47 P-8 Poseidon - N48 MH-60R Seahawk - N49 Bell 429 →